# Norman Falla
| 221923 Jayeff           | 22 luglio 2009    |
| 229900 Emmagreaves      | 14 novembre 2009  |
| 275106 Sarahdubeyjames  | 14 novembre 2009  |
| 301566 Melissajane      | 20 aprile 2009    |
| 305953 Josiedubey       | 20 aprile 2009    |
| 316010 Daviddubey       | 19 marzo 2009     |
| 333717 Alexgreaves      | 16 settembre 2009 |
| 541842 Amygreaves       | 18 gennaio 2012   |
| 541878 Jessicatallulah  | 18 gennaio 2012   |
| 543581 Laurenrubyjane   | 2 luglio 2014     |
| 545651 Lilyjames        | 25 settembre 2011 |
| 552420 Flodubeyjames    | 28 dicembre 2013  |
| 553532 Alfiejohnpercy   | 23 settembre 2011 |
| 554317 Rorywoodhams     | 9 ottobre 2012    |
| 559135 Richardgreaves   | 1º marzo 2011     |
| 561490 Tonyforward      | 26 settembre 2011 |
| 563853 Andrewdubeyjames | 8 gennaio 2011    |
| 576465 Craigwoodhams    | 24 settembre 2012 |
| 590464 Helenlawson      | 23 gennaio 2012   |
| 591426 Adalawson        | 2 settembre 2013  |
| 600539 Aldoatiglio      | 20 gennaio 2012   |
| 606875 Bertgrice        | 13 dicembre 2012  |
| 618694 Gertrudegrice    | 23 gennaio 2012   |
| 627939 Phyllisthornton  | 9 ottobre 2012    |
| 634981 Herbertgrice     | 14 ottobre 2012   |
| 635381 Michaelcoates    | 11 aprile 2013    |
| 649816 Marycoates       | 26 settembre 2011 |

Norman Falla (...) è un astronomo amatoriale britannico di professione ricercatore per un'industria di vernici.
Vivendo in una zona dei sobborghi di Londra con elevato inquinamento luminoso, per le proprie osservazioni usa, via internet, le ore che sono messe a disposizione da alcuni osservatori professionali sparsi nel mondo.
Il Minor Planet Center gli accredita le scoperte di ventotto asteroidi, effettuate tra il 2009 e il 2014.